# Sternotomis pulchra
Sternotomis pulchra är en skalbaggsart som först beskrevs av Dru Drury 1773.  Sternotomis pulchra ingår i släktet Sternotomis och familjen långhorningar.
Artens utbredningsområde är:
- Angola.
- Benin.
- Gabon.
- Ghana.
- Liberia.
- Mali.
- Nigeria.
- Niger.
- Rwanda.
- Senegal.
- Togo.

Inga underarter finns listade i Catalogue of Life.

## Bildgalleri

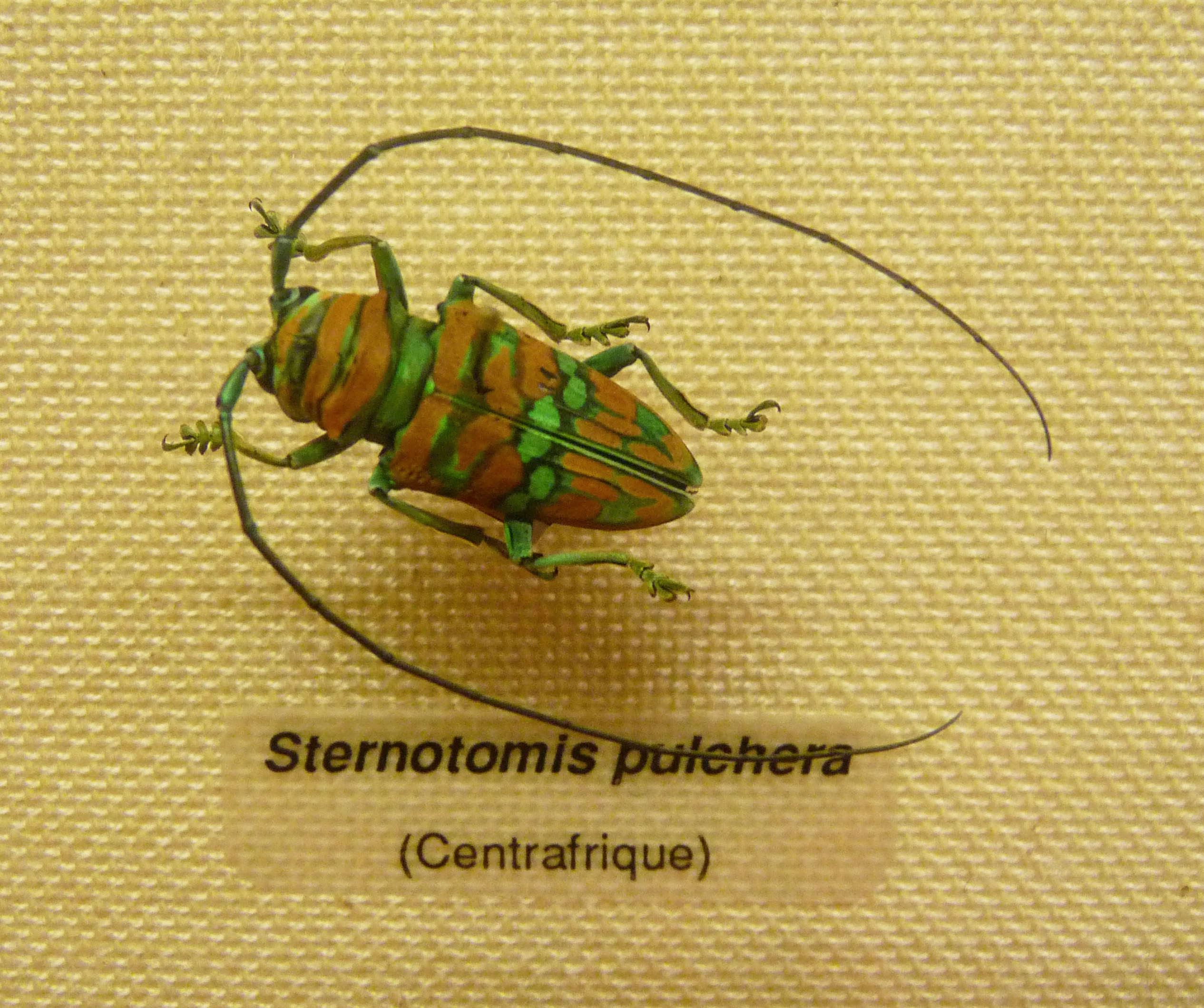